# Zbyslavice
Zbyslavice è un comune della Repubblica Ceca, situato nel distretto di Ostrava-město nella Regione di Moravia-Slesia.